# Statusno pravo
Statusno pravo (od statuere - postaviti,ustanoviti) predstavlja skup pravnih pravila koja se bave pitanjima pravnog polozaja, statusa coveka u drustvu.Toj problematici rimski pravnici posvecuju veliku pažnju i pridaju mu veliki znacaj.Gaj i Justinijan ovu materiju stavljaju u uvodna poglavlja Institucija (De iure personarum), a isto je ucinjeno i s Digestama (De statu hominum).Sami njihovi nazivi ukazuju da se temeljni pojmovi statusnog prava persona (licnost,lice) i  homo (covek), sto samo potvrdjuje stav rimskih pravnika da je pravo stvoreno zbog coveka.
POJAM I ZNACAJ
Gajeva triparticija pocinje pravom koje se na lica odnosi - "Ius quod ad personas pertinet", odnnosno pravilima koja regulisu pravni polozaj pojedinca u drustvu, kao i odnose rimskih gradjana unutar porodicne zajednice,Status coveka u drustvu (capacitas) odredjen je pravnom,poslovnom i deliktnom sposobnoscu, pa su to osnovne institucije ove grane prava.Statusno pravo bavi se pitanjima nastanka, prestanka i obima ovih sposobnosti.